# Герберт Кітченер
Герберт Кітченер (24 червня 1850 , Баллілонгфордd  — 5 червня 1916 , Північне море ) — британський військовий діяч.
Титули: фельдмаршал (10 вересня 1909 року), барон (1898 рік), віконт (1902 рік), граф (1914 рік).

## Життєпис
Народився в сім'ї відставного офіцера Генрі Гораціо Кітченера (1805—1894). З 1863 року з сім'єю жив у Швейцарії, де навчався у французькій школі.
З 1866 року — в британській армії. Закінчив військову академію у Вуліджі (1868 рік). Брав участь добровольцем у франко-пруській війні 1870—1871 років на боці Франції.
З 1871 року — в інженерних військах, тоді ж проведений в офіцери. З 1874 року — в британських колоніальних військах у Британському Камеруні, з 1872 року — на Кіпрі.
З 1882 року командував британською кавалерією в Єгипті, брав участь у Нільській експедиції в Судан.
У 1886—1889 роках — губернатор Суахіма (Східний Судан).
З 1888 року — генерал-ад'ютант єгипетської армії, потім у складі британських колоніальних військ у Судані.
З 13 квітня 1892 року був призначений сірдаром, та пробув на посаді до 1899 року.
У 1895—1898 роках на посаді командувача англо-єгипетськими військами керував придушенням повстання махдістов (прихильників мусульманського проповідника Мухаммеда Ахмеда, який проголосив себе Махді, тобто спасителем, месією) в Судані. Розгромив армію махдістів у битві при Омдурмані. Наказав вирити з могили тіло Махді й кинути його в Ніл. Таким чином Судан був перетворений на британську колонію. У 1899 році — генерал-губернатор Судану.
З грудня 1899 року — начальник штабу, в 1900—1902 роках був головнокомандувачем британськими військами в англо-бурській війні, під час якої ввів систему концентраційних таборів для мирного населення.
У 1902—1909 роках — Головнокомандувач британськими військами в Британської Індії, де зумів реформувати армію. Однак, не порозумівшись з віце-королем Керзоном, повернувся в Англію і був призначений членом Ради оборони.
З 1911 року — британський агент і генеральний консул Великої Британії в Єгипті, фактичний правитель цієї країни.
У роки Першої світової війни з 6 серпня 1914 був військовим міністром Великої Британії. На цій посаді зумів багаторазово збільшити чисельність британської армії за рахунок добровольців і підготував введення в січні 1916 року загального військового обов'язку. З початком позиційної війни зосередив зусилля на розвитку артилерійської промисловості й зростанні виробництва боєприпасів. З військової точки зору — прихильник операцій на другорядних театрах.
5 червня 1916 відплив з візитом до Росії на крейсері «Гемпшир». Корабель підірвався на міні, встановленій, як з'ясувалося, німецьким підводним човном U-75 в ніч з 28 на 29 травня. Загинули майже всі, хто був на борту крейсера, в тому числі Кітченер (врятувалося 12 осіб).
Британія була шокованою, адже поїздка Кітченера трималася в секреті. Про загибель «Гемпшира» Лондон повідомив тільки наступного дня. Затримка породила масу домислів. Ширились чутки, мовляв кайзерська розвідка дізналася маршрут крейсера, і або диверсанти встановили бомбу з годинниковим механізмом в артилерійському льоху, або був висланий підводний човен, який торпедував корабель.
Після війни дехто звинувачували членів британського уряду, в тому числі майбутнього прем'єр-міністра Вінстона Черчилля, в передачі інформації ворогу, аби позбутися Кітченера. Також фігурувала версія, що винуватицею загибелі була імператриця Олександра Федорівна, яка повідомила кайзеру Вільгельму про поїздку військового міністра Великої Британії в Росію.
Винуватиця катастрофи, U-75, підірвалася 14 грудня 1917 року на британській міні в Північному морі та затонула з усім екіпажем.
На його честь названо місто в Канаді.